# Kellett KD-1
Kellett KD-1 var en amerikansk autogiro. Kellett KD-1 byggdes av Kellett Autogiro Corporation och blev det första rotorplan som tjänstgjorde i den amerikanska armén. Den användes också för den första regelbundna luftposttrafiken med ett rotorplan.
Kellett Autogiro Company tillverkade autogiror på licens enligt Juan de la Ciervas konstruktioner från Pitcairn Aircraft Company i USA och utvecklade i det sammanhanget KD-1, som var lik den samtida Cierva C.30. Den hade två öppna sittbrunnar, fast stjärthjul och drevs av en 225 hästkrafters sjucylindrig Jacobs L-4 stjärnmotor. "D"-et i typbeteckningen KD stod för "direktkontroll", vilket betydde att rotorn svarade för all höjdkontroll av maskinen, varför höjd- och skevroder inte behövdes. Detta förorsakade misstroende hos Kelletts dåvarande testpiloter, vilka vägrade provflyga maskinen. Kellett anställde då flygaren Johnny Miller (1905–2008) som chefsprovflygare. Denne hade grundlig erfarenhet av autogiror. Efter framgångsrikt genomförda provflygningar med prototypen, konverterades denna till en flygpostfraktmaskin som fick typbeteckningen KD-1A. Denna hade den främre sittbrunnen ombyggd till bagagerum. 
KD-1A hade en trebladig rotor med ihopfällbara rotorblad. Varianten KD-1B fick en kabinhuv för piloten, radio, blindflygningsinstrument och landningsbelysning. Denna variant köptes och opererades av Eastern Air Lines med Johnny Miller som pilot. Invigningsflygningen med den första reguljära luftpostturen med ett rotorplan genomfördes den 6 juli 1939 mellan Camden Central Airport i New Jersey och Philadelphias huvudpostkontor.
USA:s armé köpte först en KD-1 för tester, vilken fick beteckningen YG-1, och sedan ett andra exemplar som fick beteckningen YG-1A. Därefter inköptes ett antal ytterligare exemplar för tjänsteanvändning, bland annat 1942 några av en variant med beteckningen XO-60, som artilleriobservationsflygplan. 
Kelletts autogiro utvecklades till den japanska autogiron Kayaba Ka-1, som användes av den Kejserliga japanska armén under andra världskriget för artilleriobservation.

## Bildgalleri

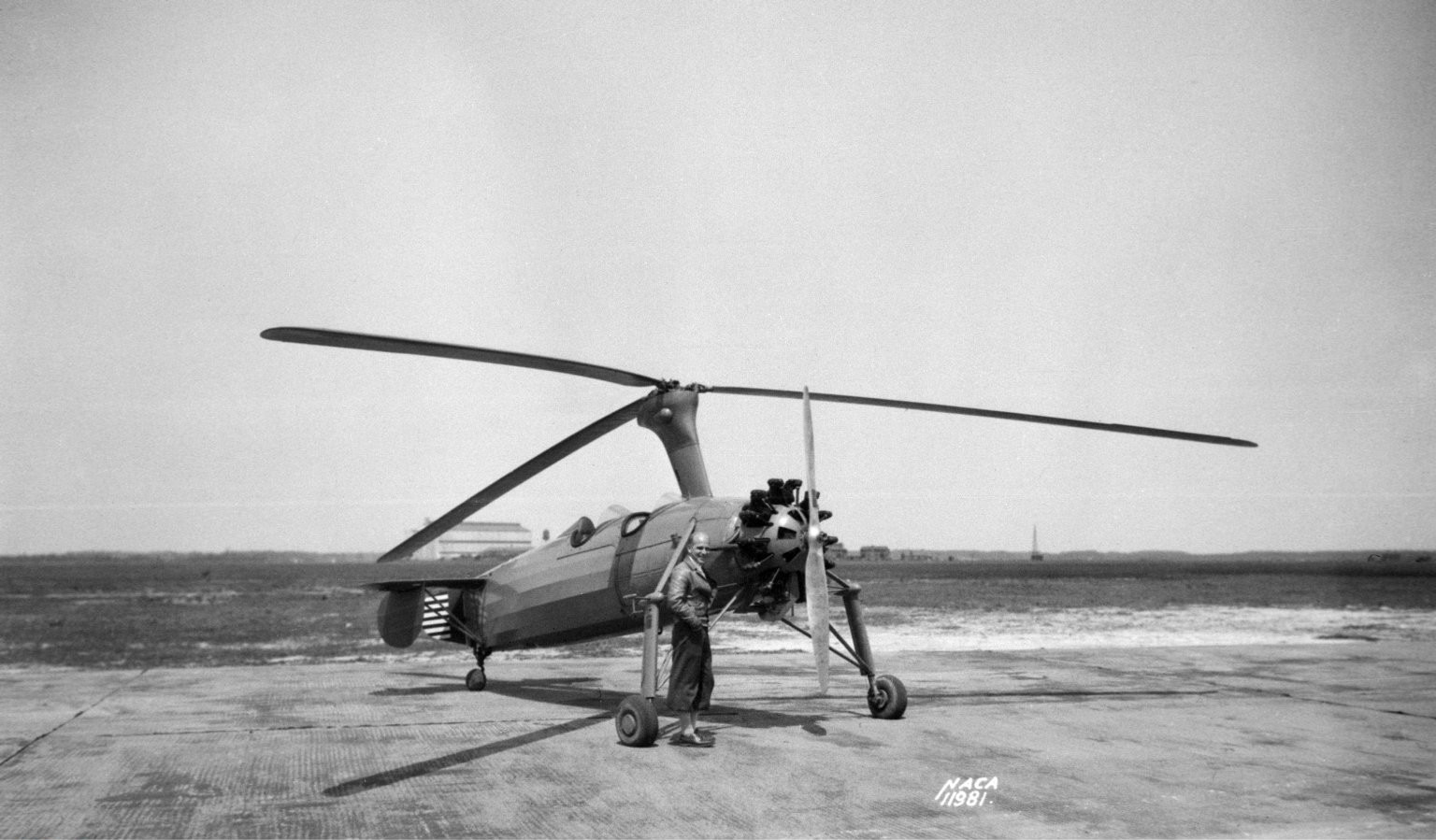
Prototypen YG-1 (KD-1) på Langley, 1936
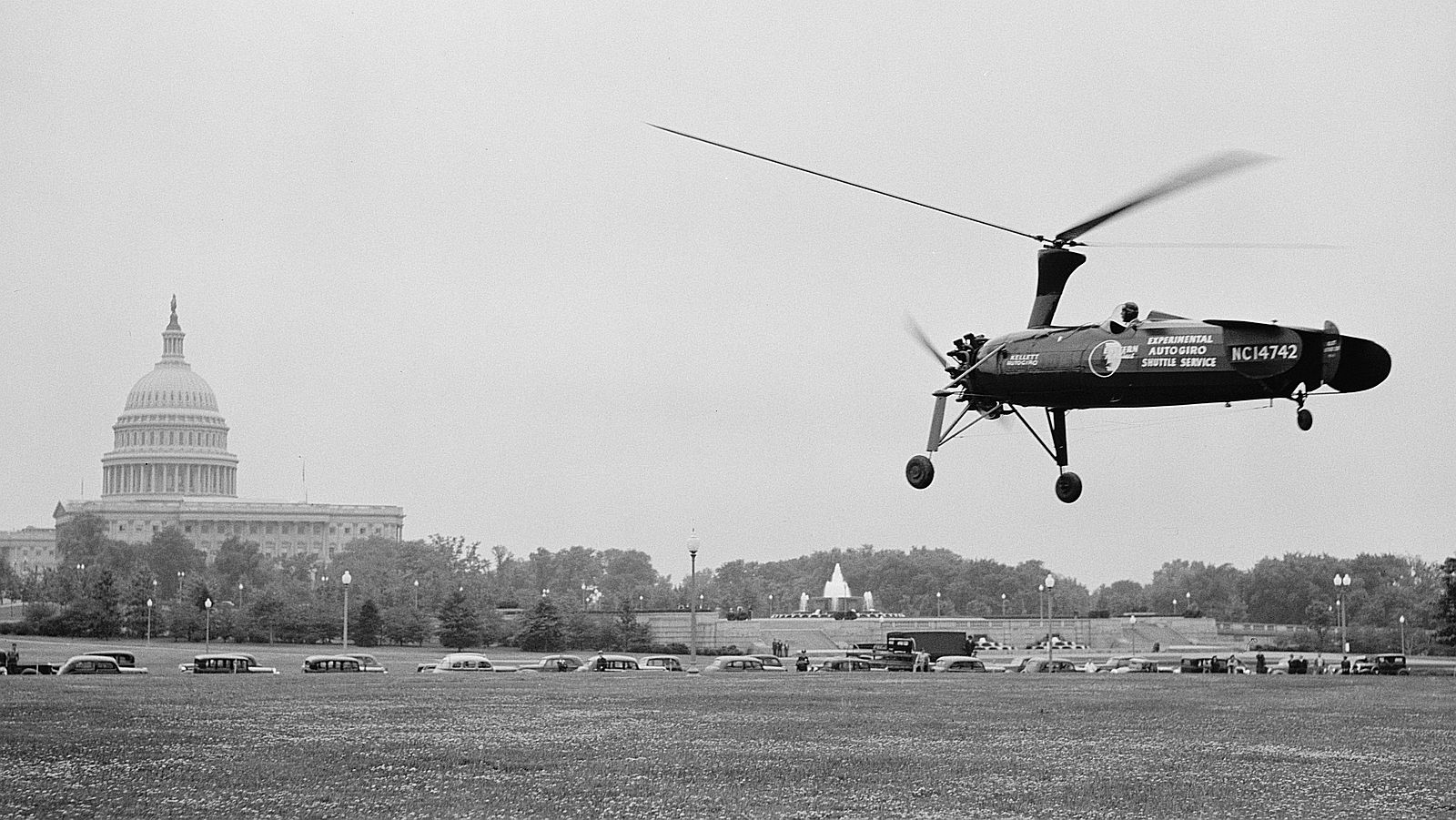
Postflygning till huvudpostkontoret i Washington i närheten av Kapitolium i Washington D.C, 1938
Johnny Miller levererar flygpostsäck, 1939
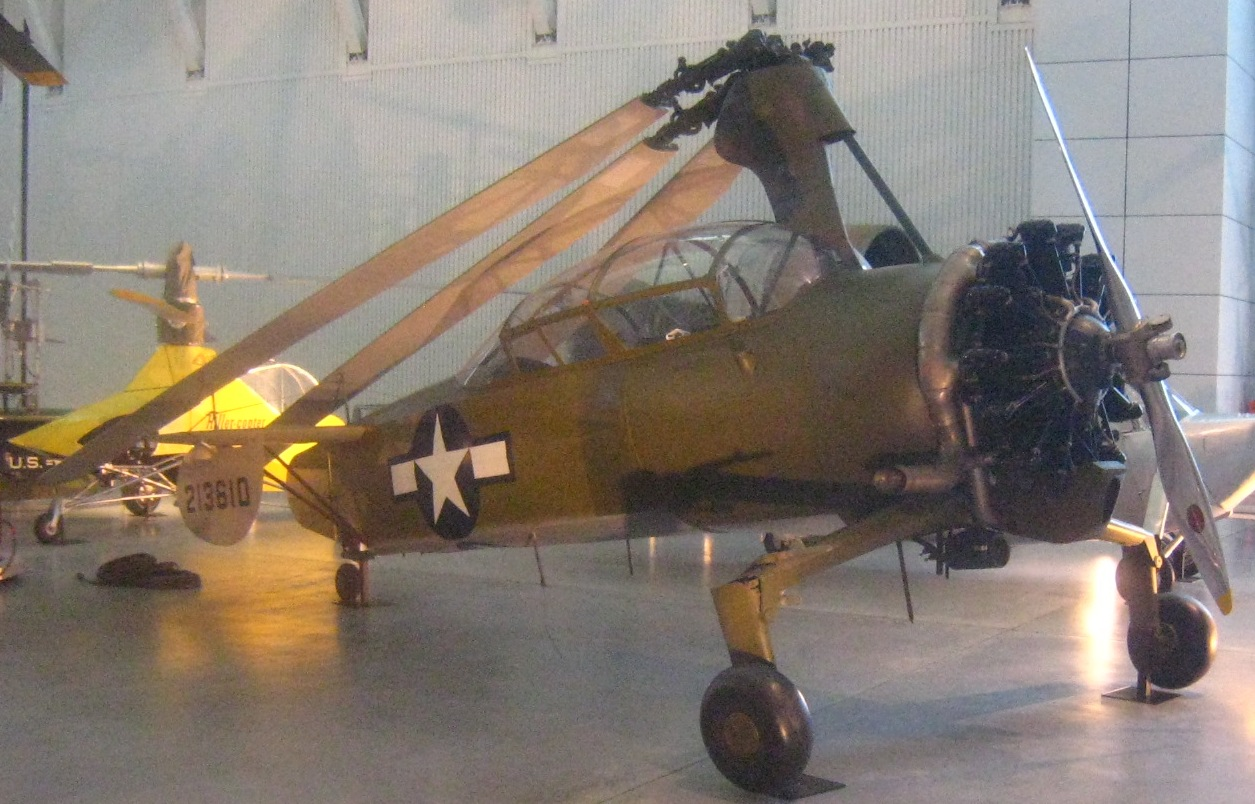
En Kellett XO-60 autogiro för artilleriobservation